# シュコダ15T
シュコダ15T（Škoda 15T）は、チェコのシュコダ・トランスポーテーションが展開する路面電車車両。車内全体が低床構造となっている100％超低床電車で、2020年現在チェコのプラハ市電、ラトビアのリガ市電に導入されており、フォアシティ・アルファ（Forcity Alfa）と言うブランド名が付けられている。

## 概要
2008年に発表が行われた、低床構造を用いた連接車。同年に試作車が製造され、量産車製造へ向けてプラハ市電で試験が実施された。片方の車体に運転台がある片運転台車両で、乗降扉も右側面にのみ設置されている。流線形の外見を含めた車内外のデザインはインダストリアルデザイナーのパトリック・コタスが手掛けており、衝突対策を始めとした安全基準に適合した設計となっている。
従来シュコダ・トランスポーテーションで製造されていた「アストラ」や「エレクトラ」等の超低床電車（部分超低床電車）は台車が車体に固定されており、プラハ市電を始め各地で曲線走行時の騒音や台車・レールの摩耗が問題となっていた。そこで、15Tの台車は回転軸を有し車輪径を低くしたボギー台車が用いられており、主電動機（永久磁石同期電動機）や制御装置（VVVFインバータ制御、IGBT素子）は騒音を抑えた弾性車輪の外側に1基ずつ搭載されている（ハブモーター方式）。これにより、曲線走行時の騒音や台車・線路の摩耗が抑えられる他、オーバーハングを短くする事で車体の曲率も抑えられ、自動車との衝突リスクが軽減される。回転軸は車端の台車は1箇所に、連接部の台車は各車体と接続した2箇所に存在する。これらの電気機器はマイクロプロセッサ制御によって管理されており、営業運転時の最高速度は60 km/hに制限されている他、制動装置にも電子制御ブレーキシステム（EDB）が用いられている。集電装置（シングルアーム式パンタグラフ）は先頭車両の運転台側屋根上に1台設置されている。
各車体には右側2箇所に幅1,300 mmの両開き扉が設けられており、3車体連接車では右側面の40 %が乗降扉になっているため利用客の移動の容易さが向上している。また、半透明の仕切りで客室と区切られた運転室にも独立した乗務員扉が設置されている。車内はクロスシートが配置されている他、先頭・中間車体には車椅子スペースやフリースペースが存在する。台車は高さを抑えている事に加え、運転台や連接部分、後方など利用客の移動の支障にならない場所に配置されているため、連接面も含め車内の床上高さは350 mm - 450 mm（台車上部）、乗降扉付近は320 mmに抑えられている。

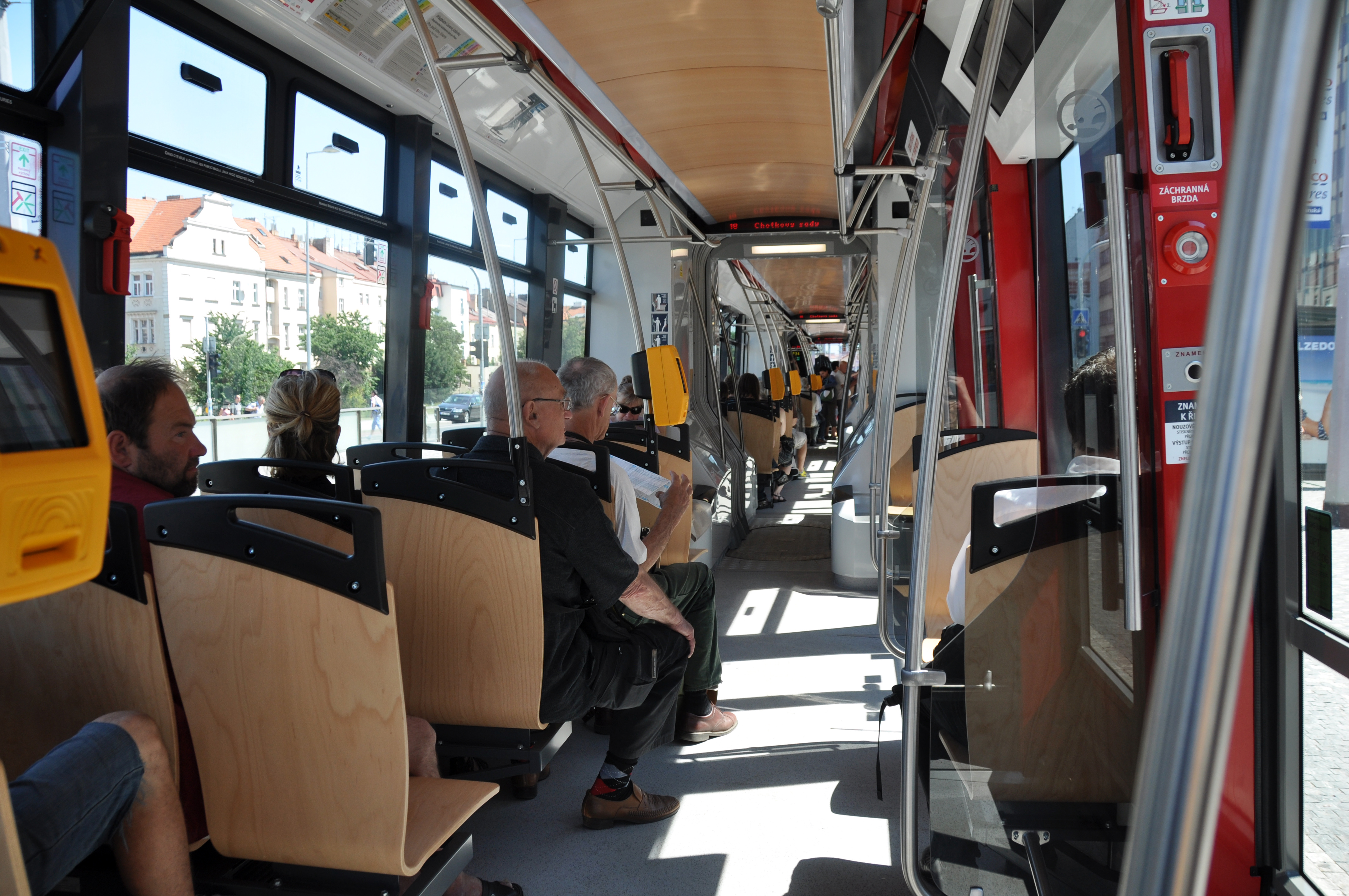
車内（プラハ市電）
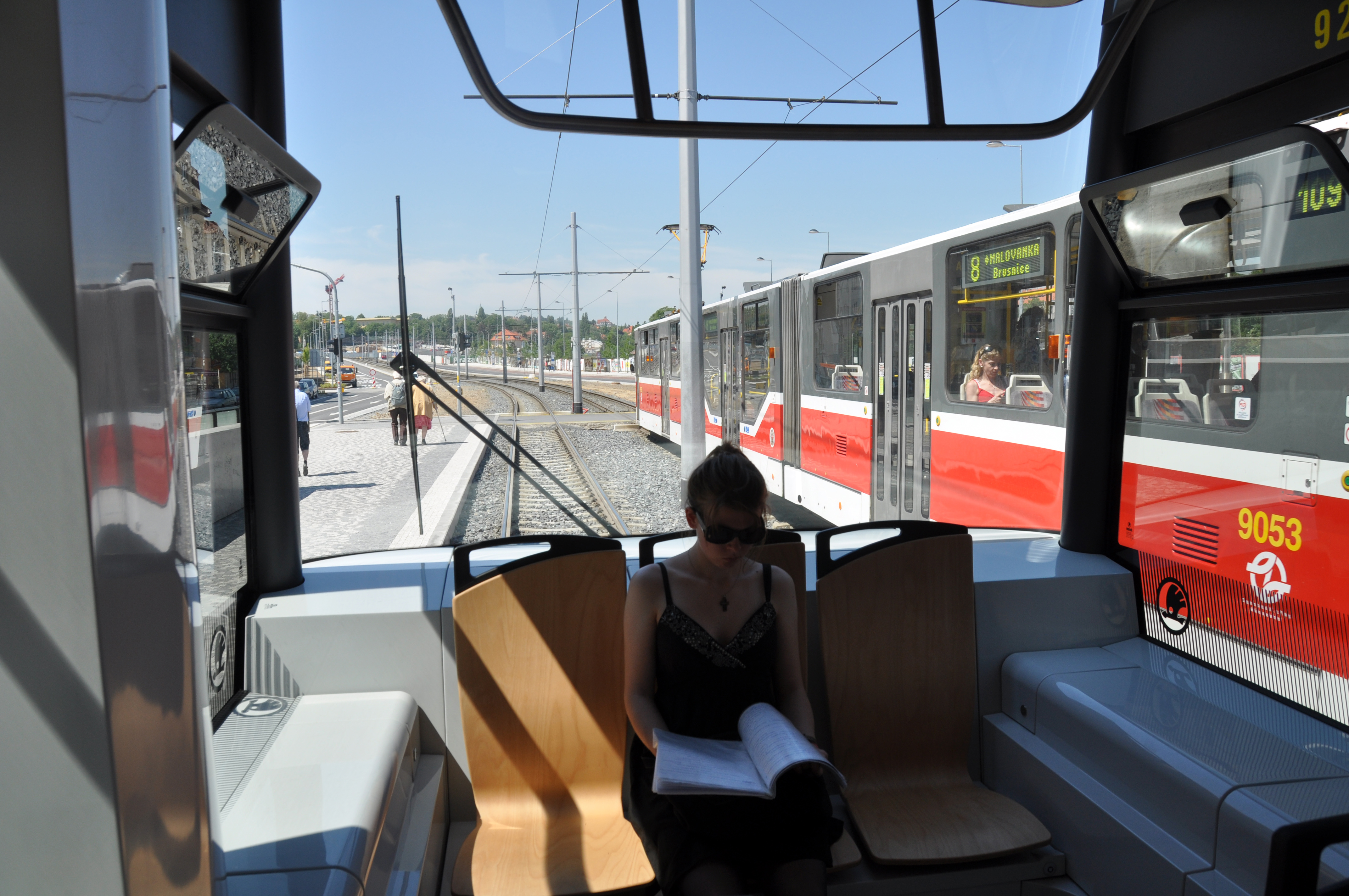
後方には3人掛けの座席が設置されている（プラハ市電）
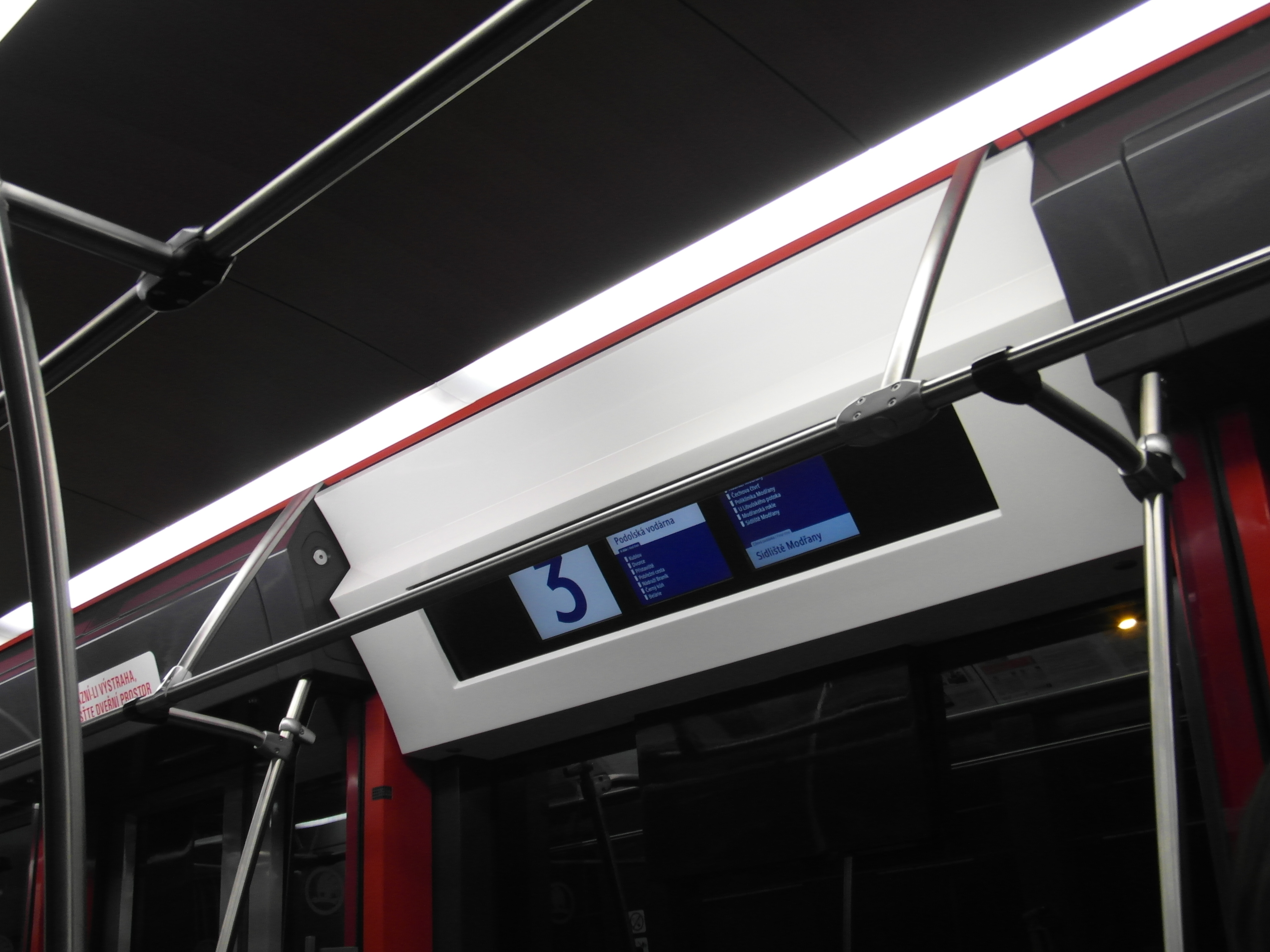
車内案内表示装置（プラハ市電）
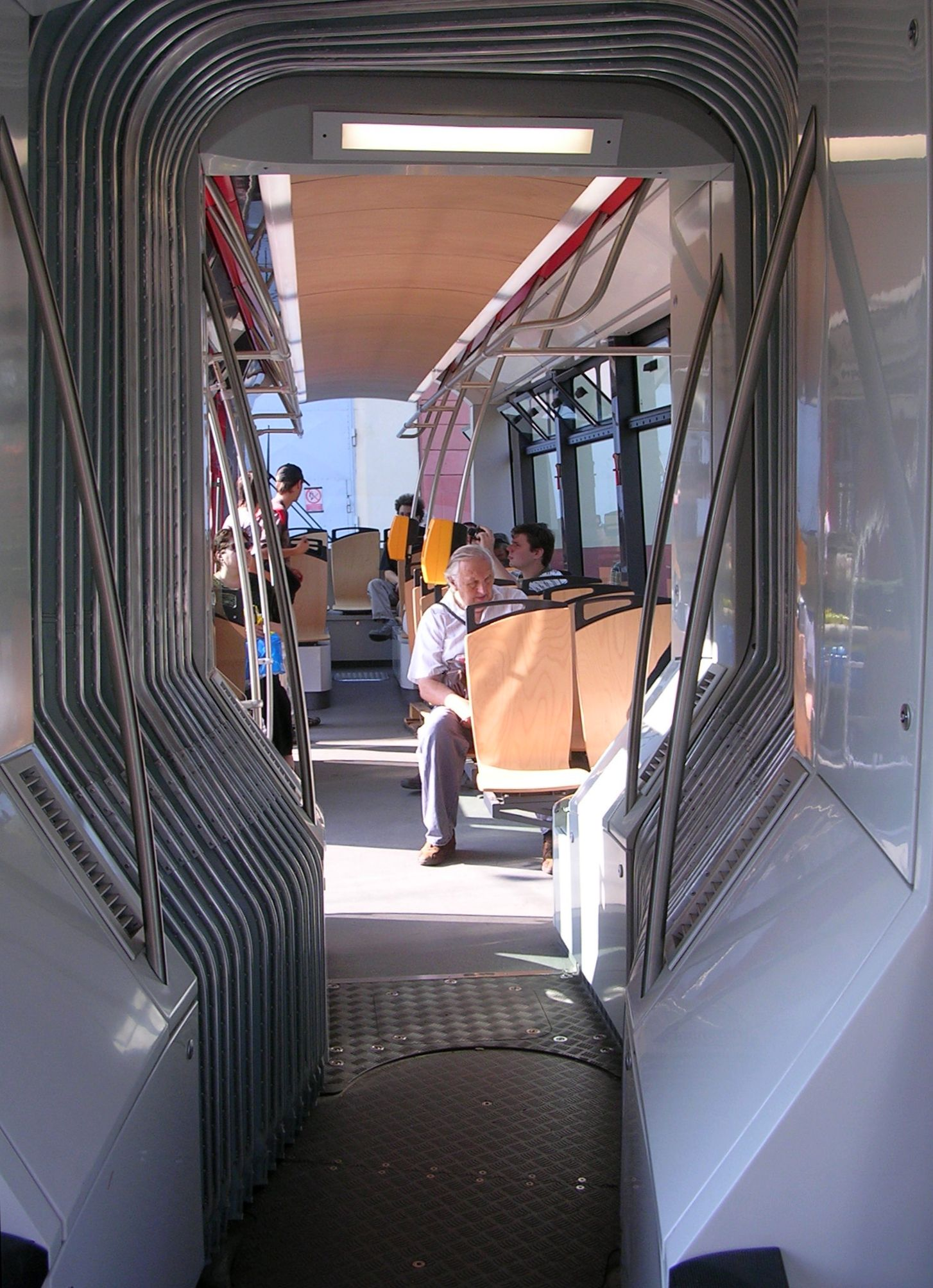
連接部分（プラハ市電）
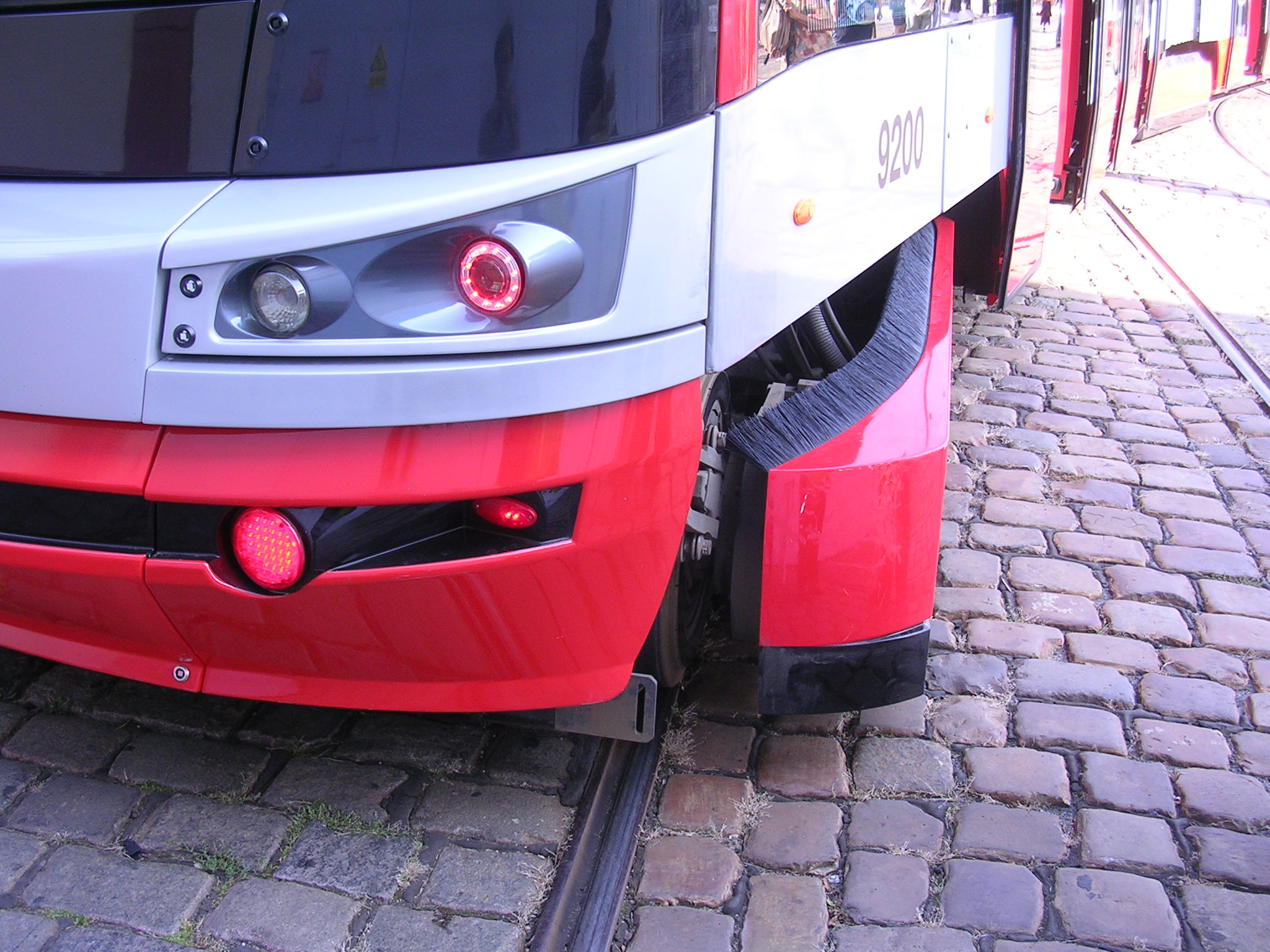
台車はカバーで覆われている
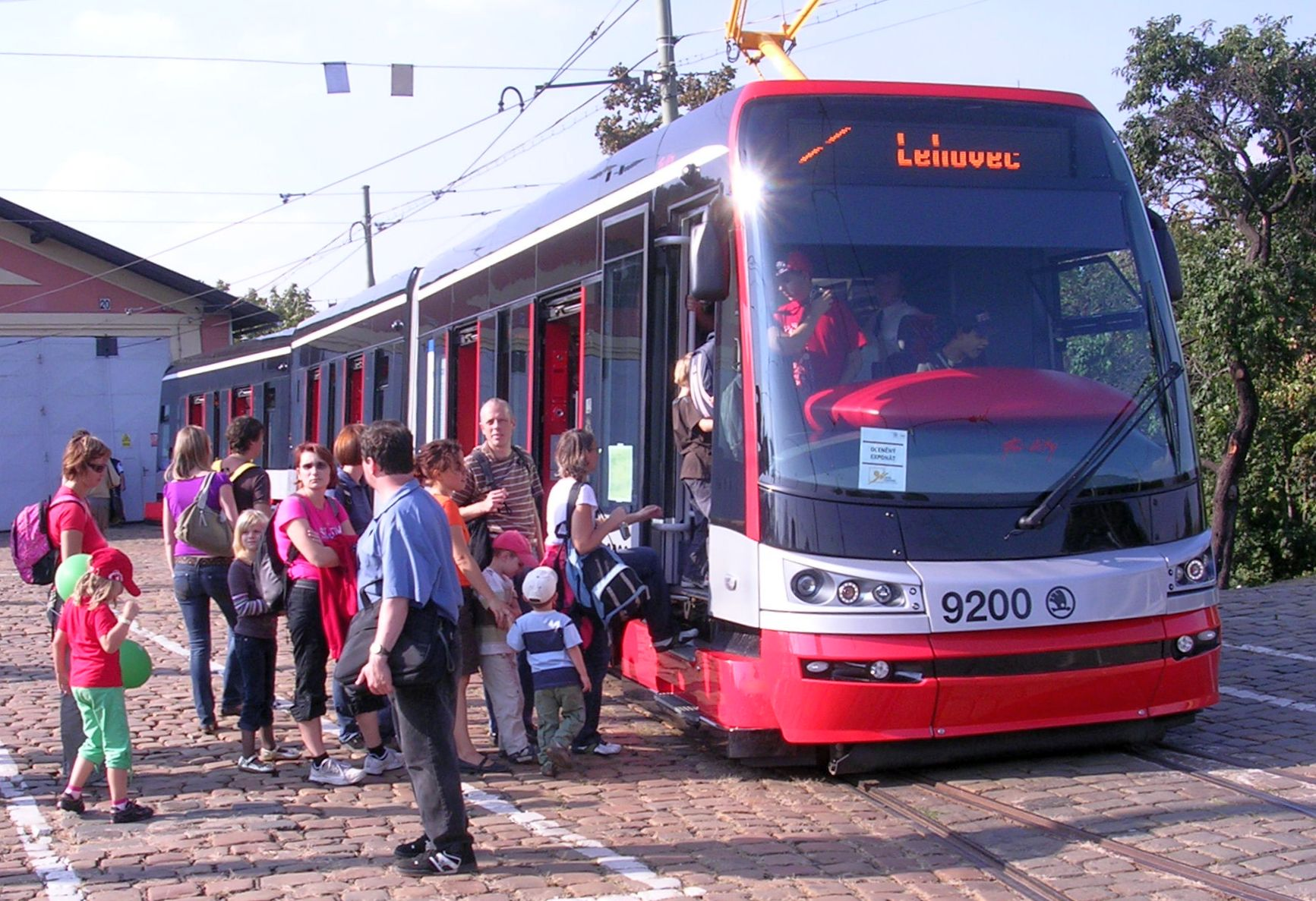
2008年に製造された試作車

## 運用

### プラハ
15Tの最初の導入先であるチェコの首都・プラハを走るプラハ市電には2009年に量産車が導入され、2010年に実施された試運転を経て、翌2011年1月28日から営業運転を開始した。その後は大量生産が実施され、2014年に100両目、2017年に200両目の車両が導入されている。その中で、2015年以降の新造車両（15T4）については客室の空調に冷房機能が追加され、wi-fi通信にも対応するようになり、滑りやすいという指摘があった座席が木製からプラスチック製に改められた。また車両の塗装も変更され、窓下を始めとする灰色塗装が白色に、窓上塗装が銀色に改められ、前面には自動車や歩行者からの認知性を向上させるため警戒色として黄色が塗られている。
製造は2019年まで続き、同年2月に最終増備車となる9450が出場した。2020年現在は250両（9201 - 9450）がプラハ市電各地の系統で使用されている。そのうち、前述の通り2015年以降に製造された126両（9325 - 9450）は製造当初から冷房が搭載されている一方、未搭載の状態で製造された124両（9201 - 9324）についても2018年に空調装置の搭載を含む改造工事が実施される事が決定している。

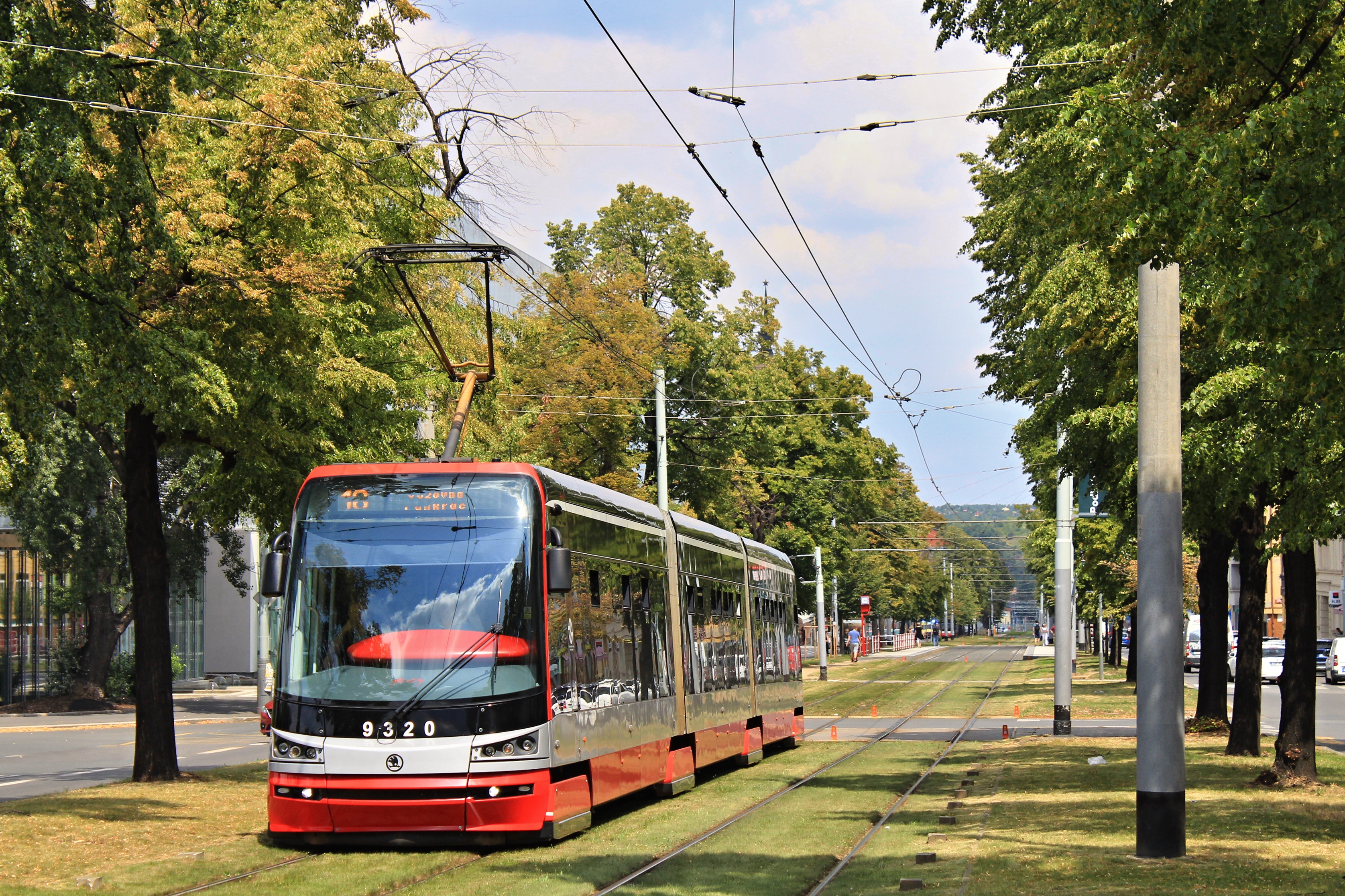
15T（2018年撮影）
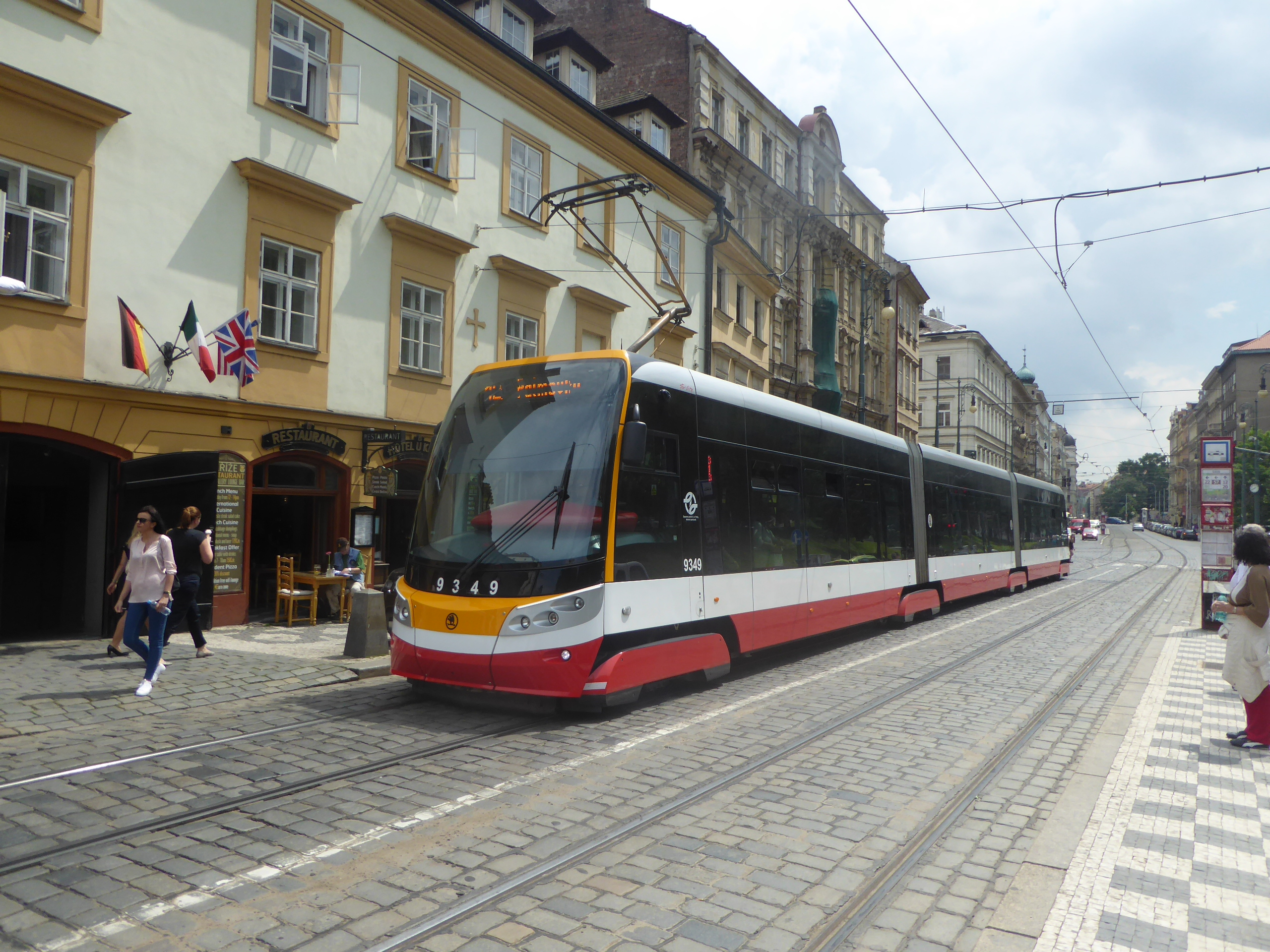
塗装が変更された2015年以降の増備車（15T4）（2016年撮影）
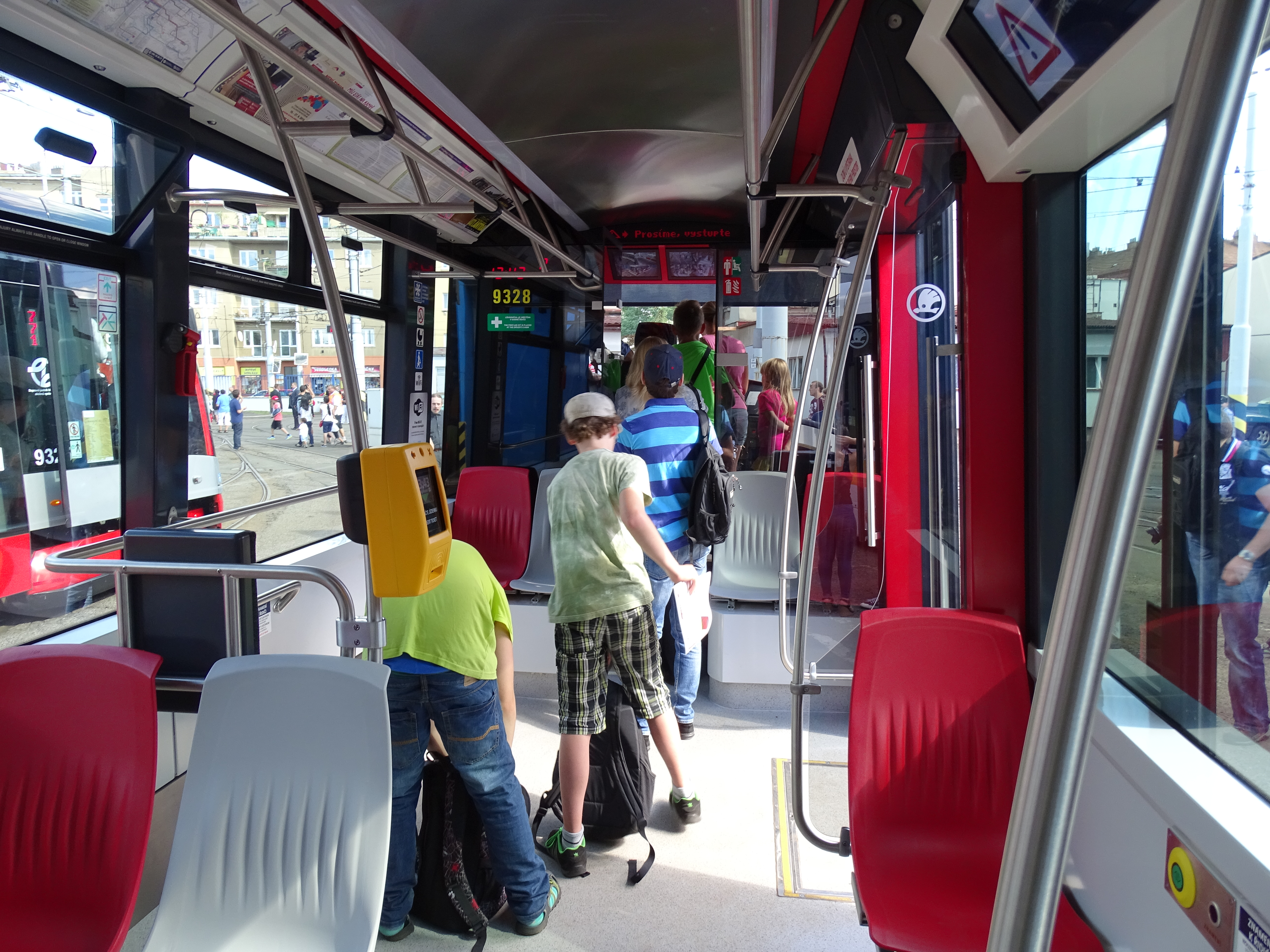
15T4の座席はプラスチック製になった（2015年撮影）

### リガ
2007年、ラトビアの首都・リガで路面電車（リガ市電）を運営するリガ交通局は超低床電車導入に関する競争入札を実施し、翌2008年にシュコダ・トランスポーテーションとの間にフォアシティ・アルファ導入に関する契約を交わす事を決定した。プラハ向けの15Tを基に、最低気温が-40℃に達する環境に合わせて暖房が強化され、プラスチック製の座席が霜に強い布張り製に改められている他、台車の一部が付随台車となっているなど、リガでの使用条件に適した設計変更が実施されている。
当初の契約分は3車体連接車20両（15T）であり、2010年4月から営業運転を開始し2012年まで導入が行われた。それと並行してオプション分の行使も行われ、まず全長41 m級の4車体連接車6両（15T1）の導入が行われた。2016年には輸送力増強を目的に3車体連接車15両（15T2）・4車体連接車5両（15T3）の追加発注が実施されたものの、翌2017年に導入されたのは3車体連接車1両のみとなり、それ以外の車両は翌2018年以降順次導入が行われている。2024年の時点では3車体連接車35両・4車体連接車11両が在籍しており、リガ市電の他形式とは集電装置が異なるという事情から、架線の交換を始めとした改良工事が実施された区間でのみ使用されている。

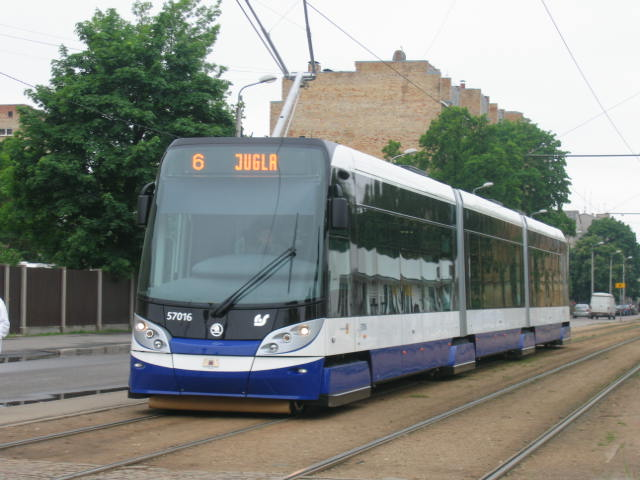
3車体連接車
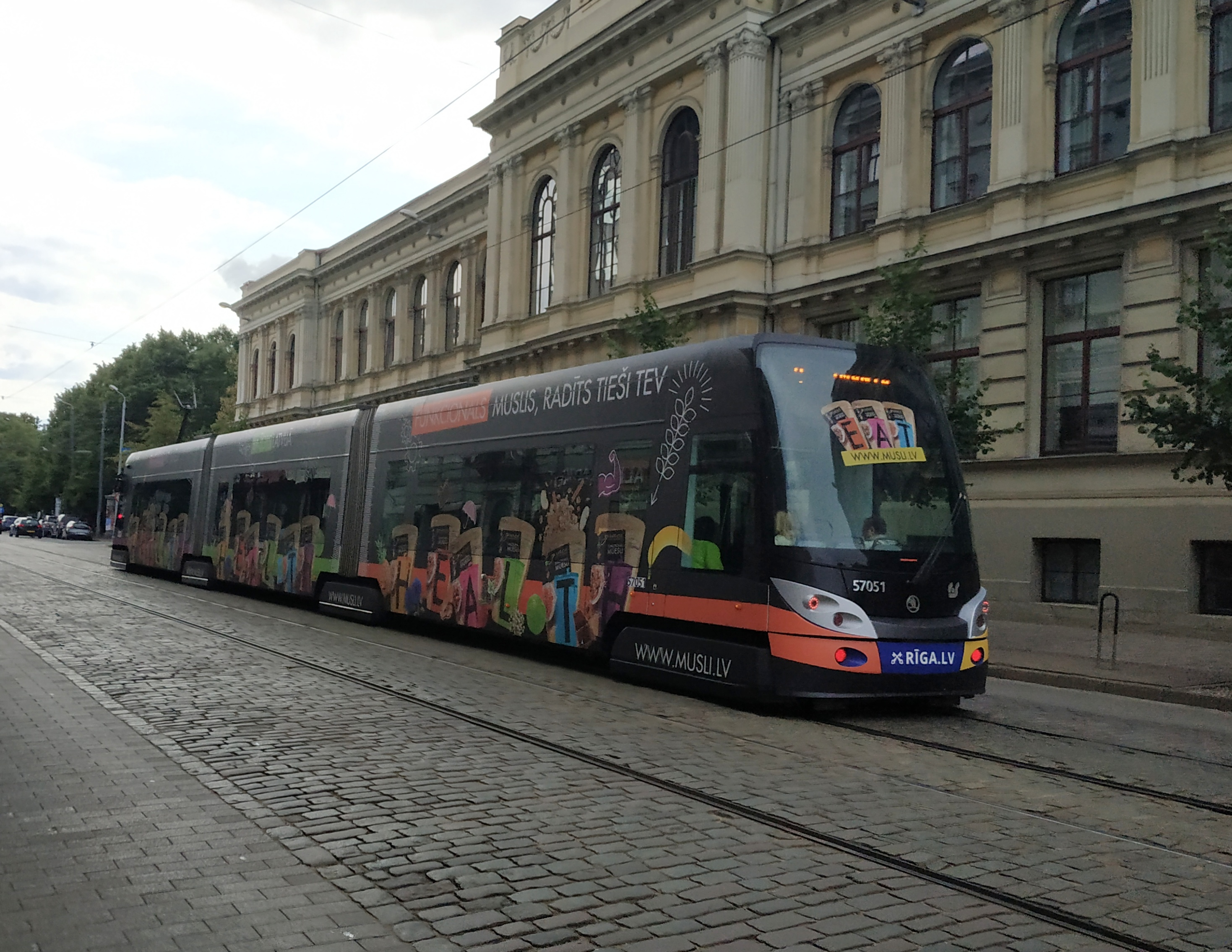
3車体連接車（全面広告塗装、2019年撮影）
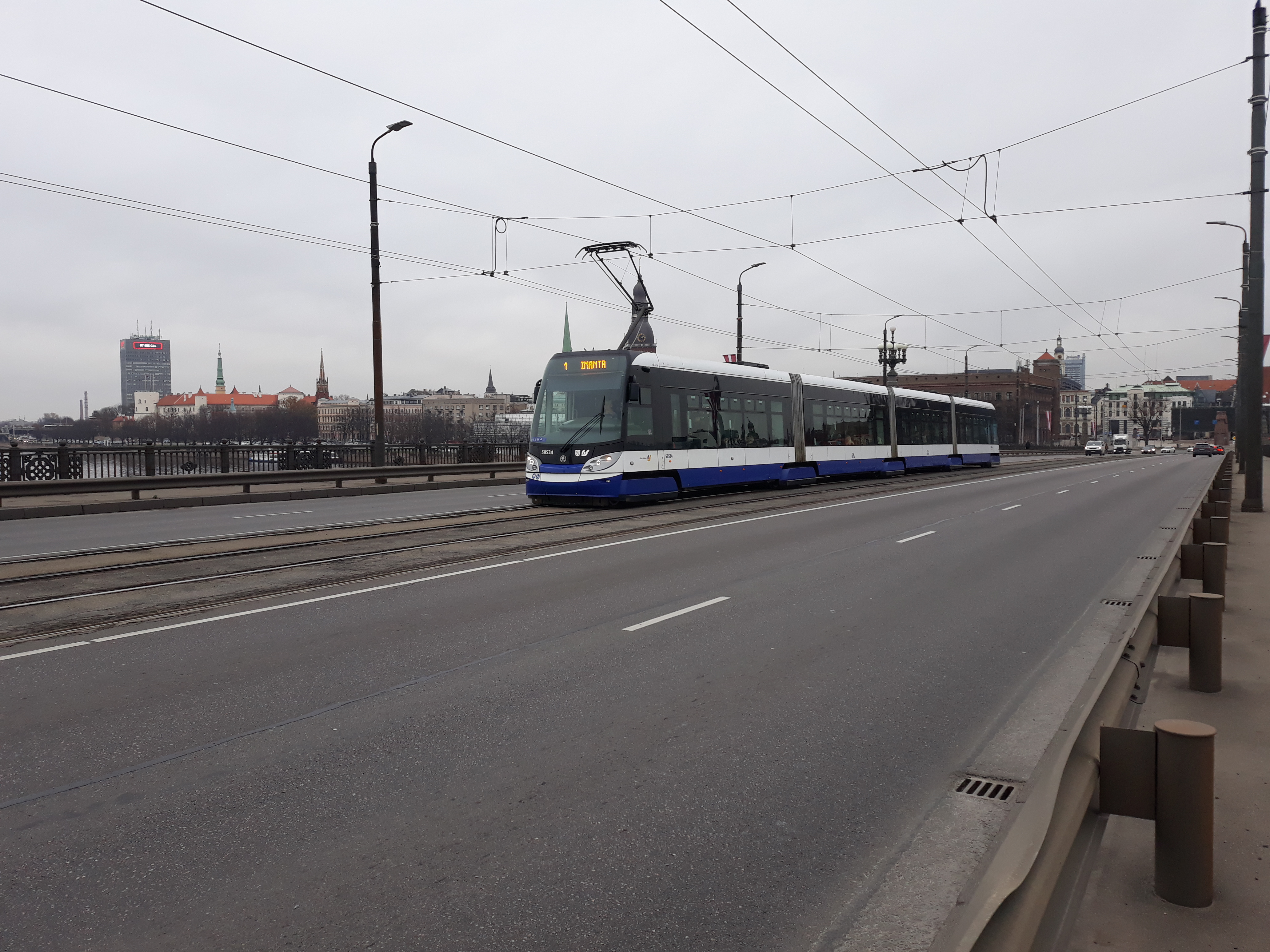
4車体連接車（2022年撮影）
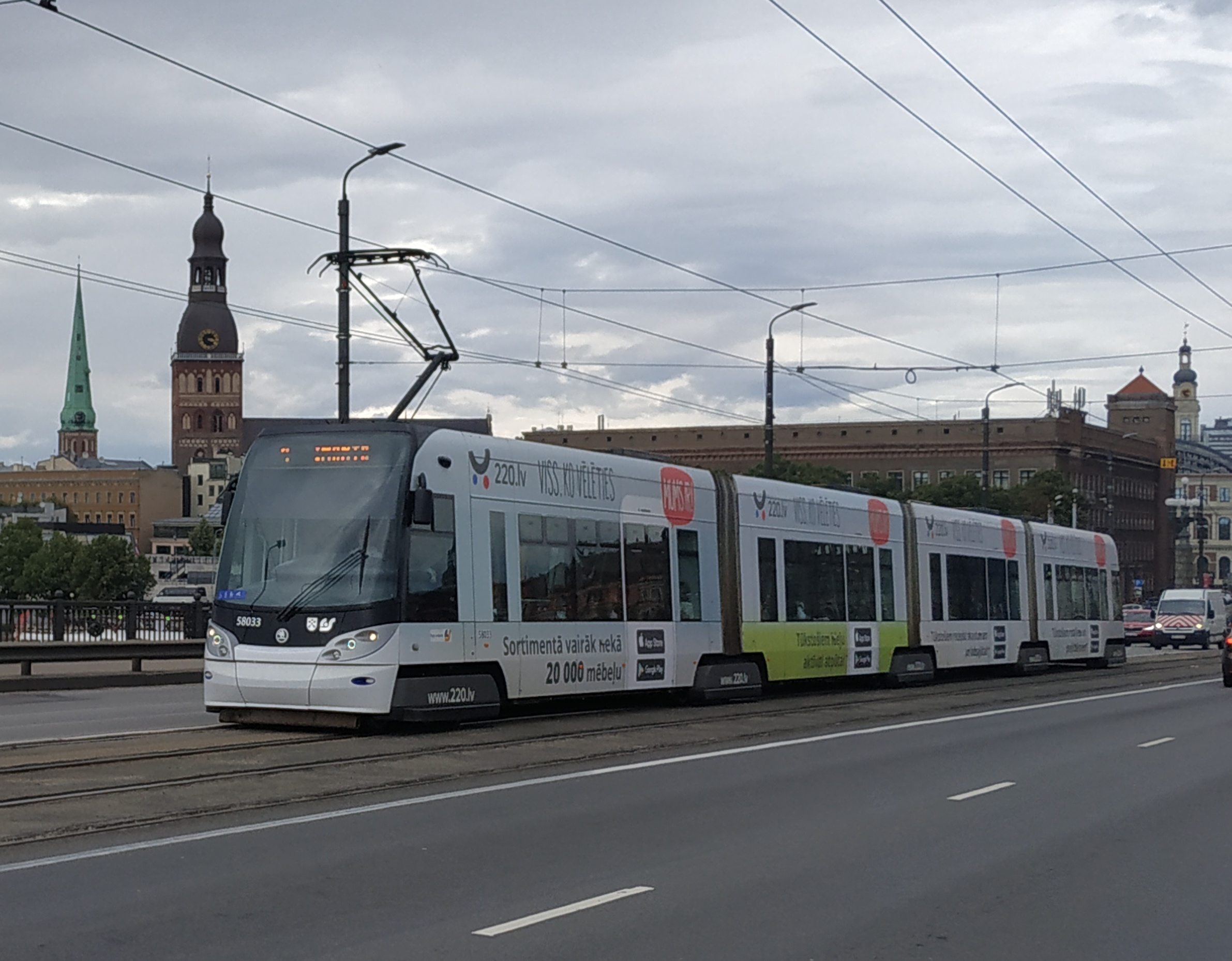
4車体連接車（全面広告塗装、2019年撮影）

## 関連項目

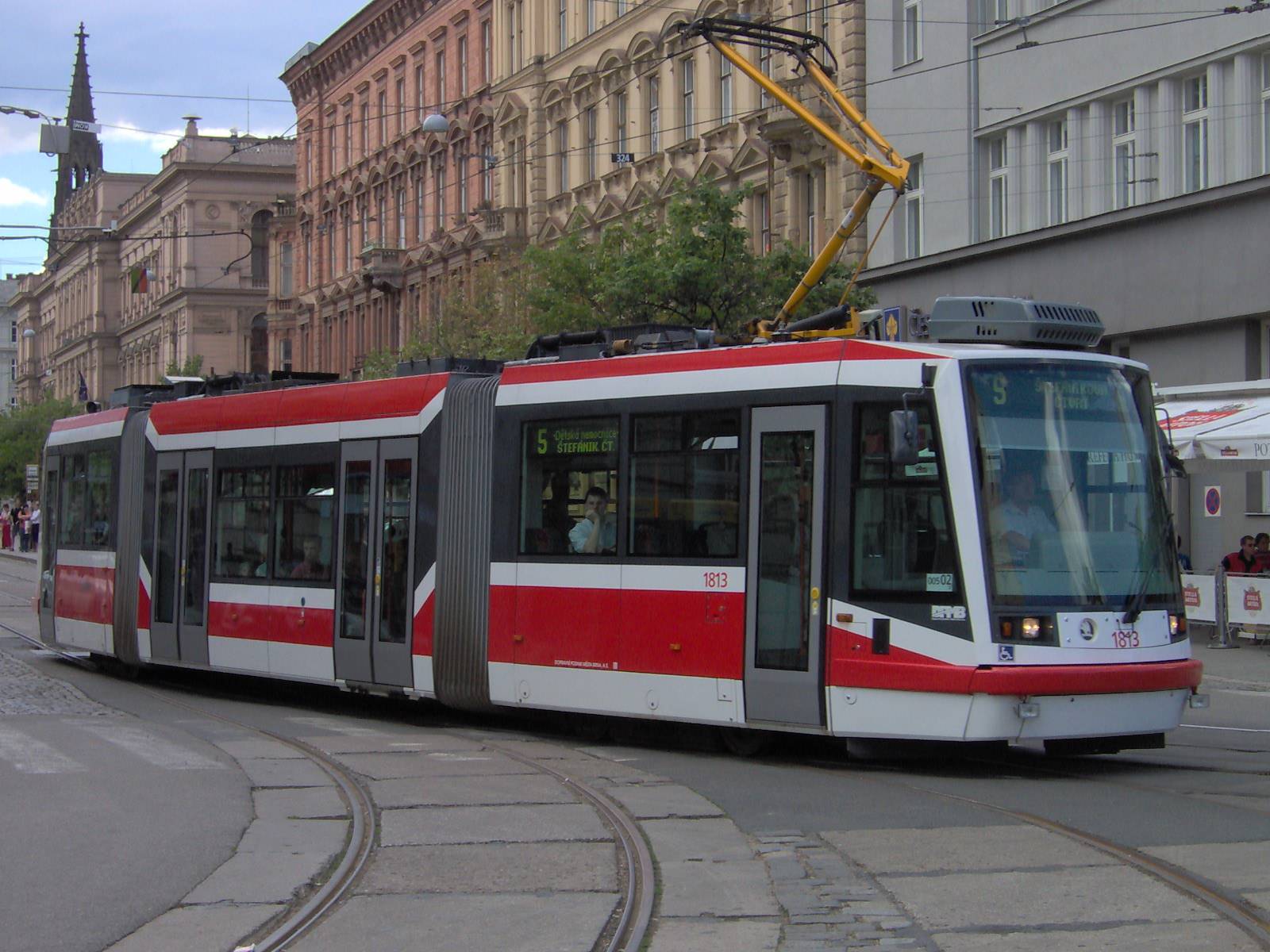
アストラ
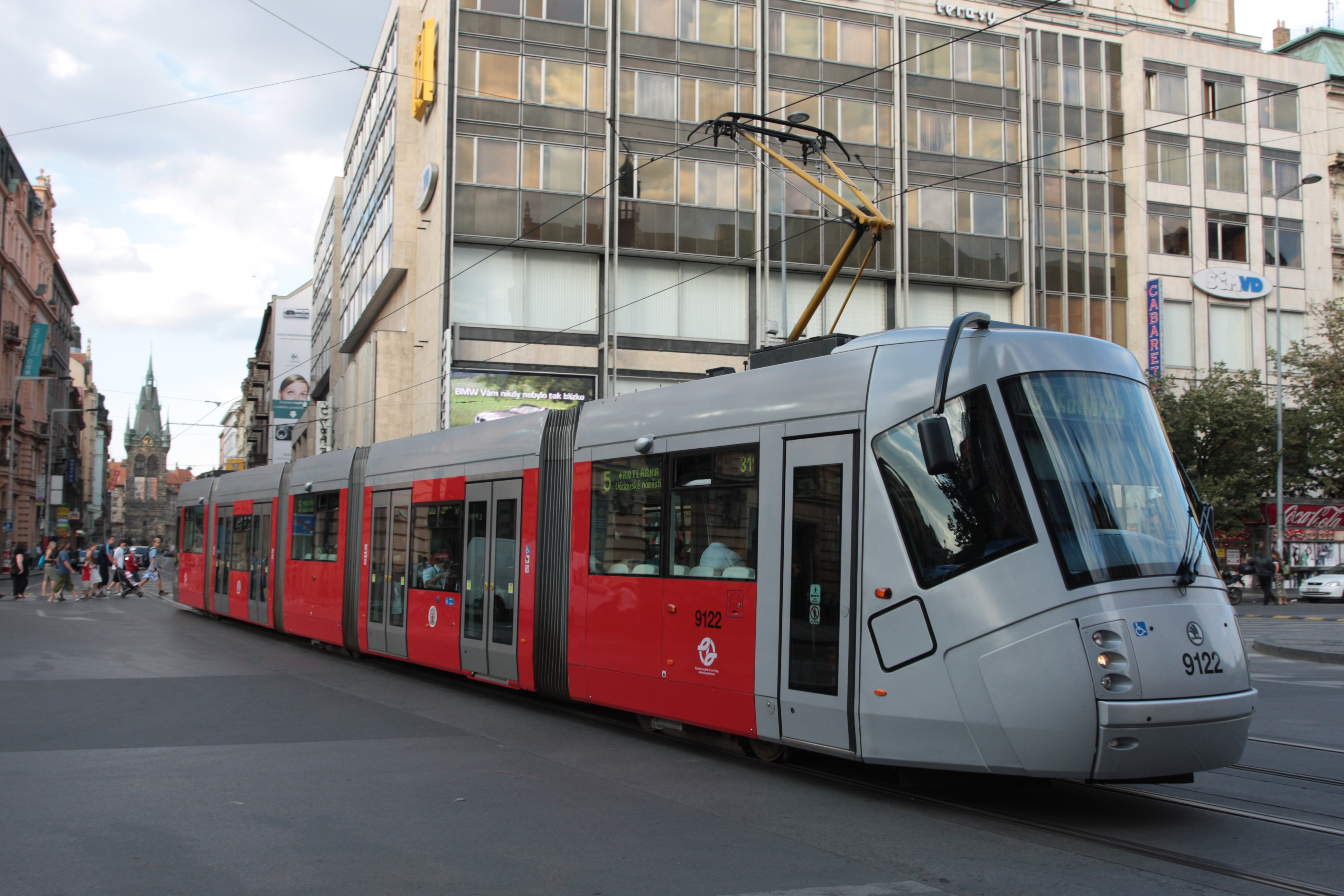
エレクトラ
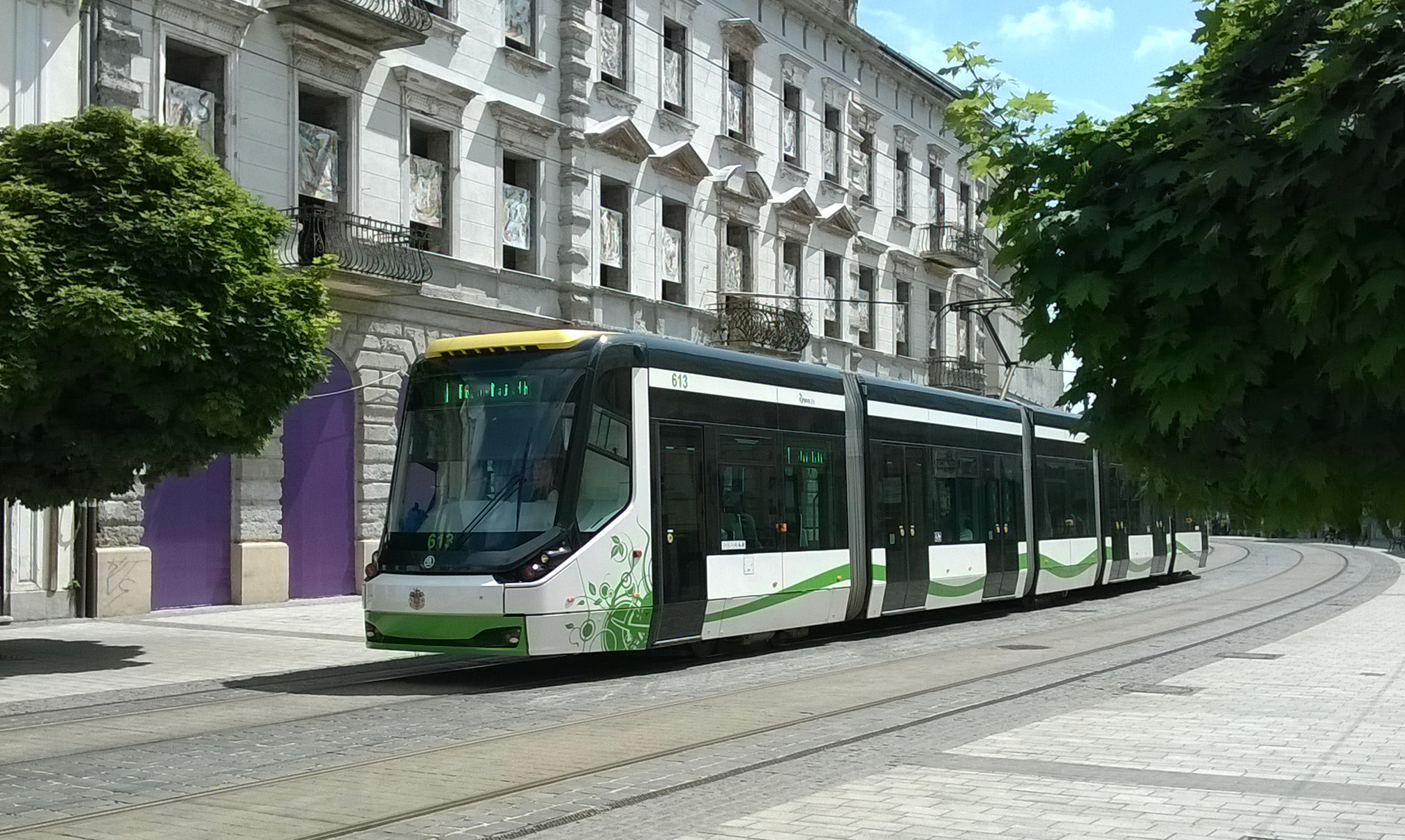
フォアシティ・クラシック
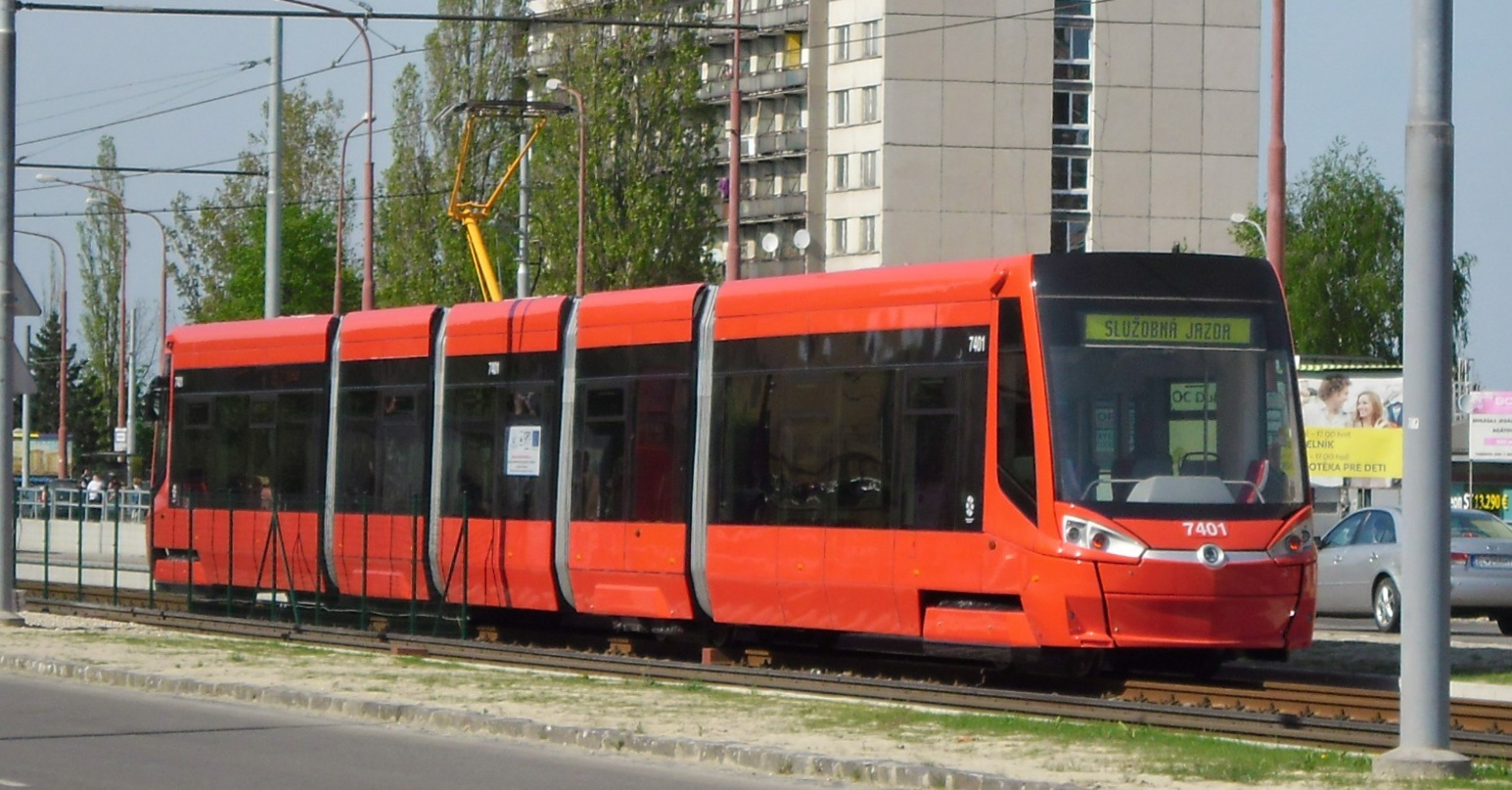
フォアシティ・プラス
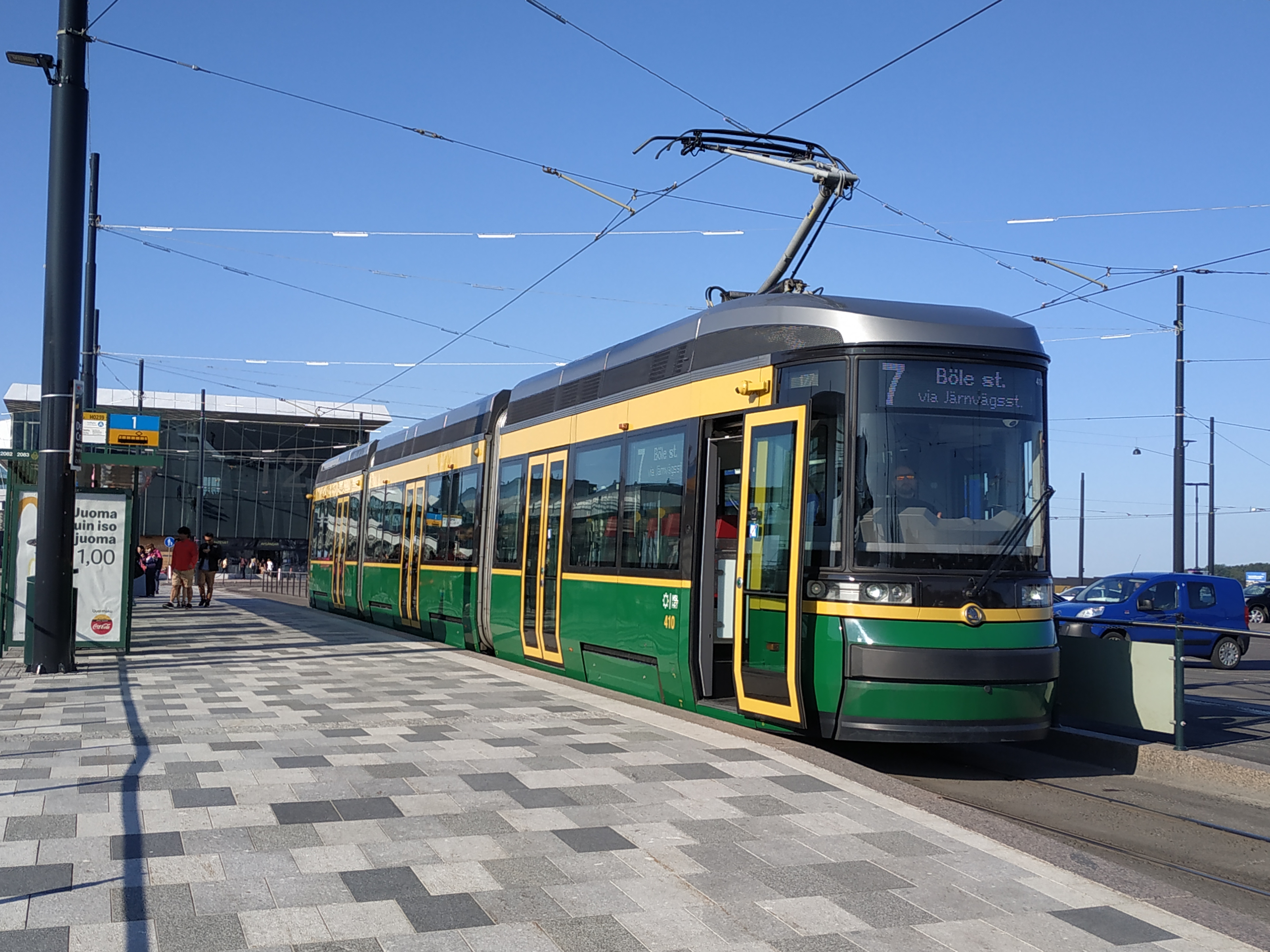
フォアシティ・スマート

## その他

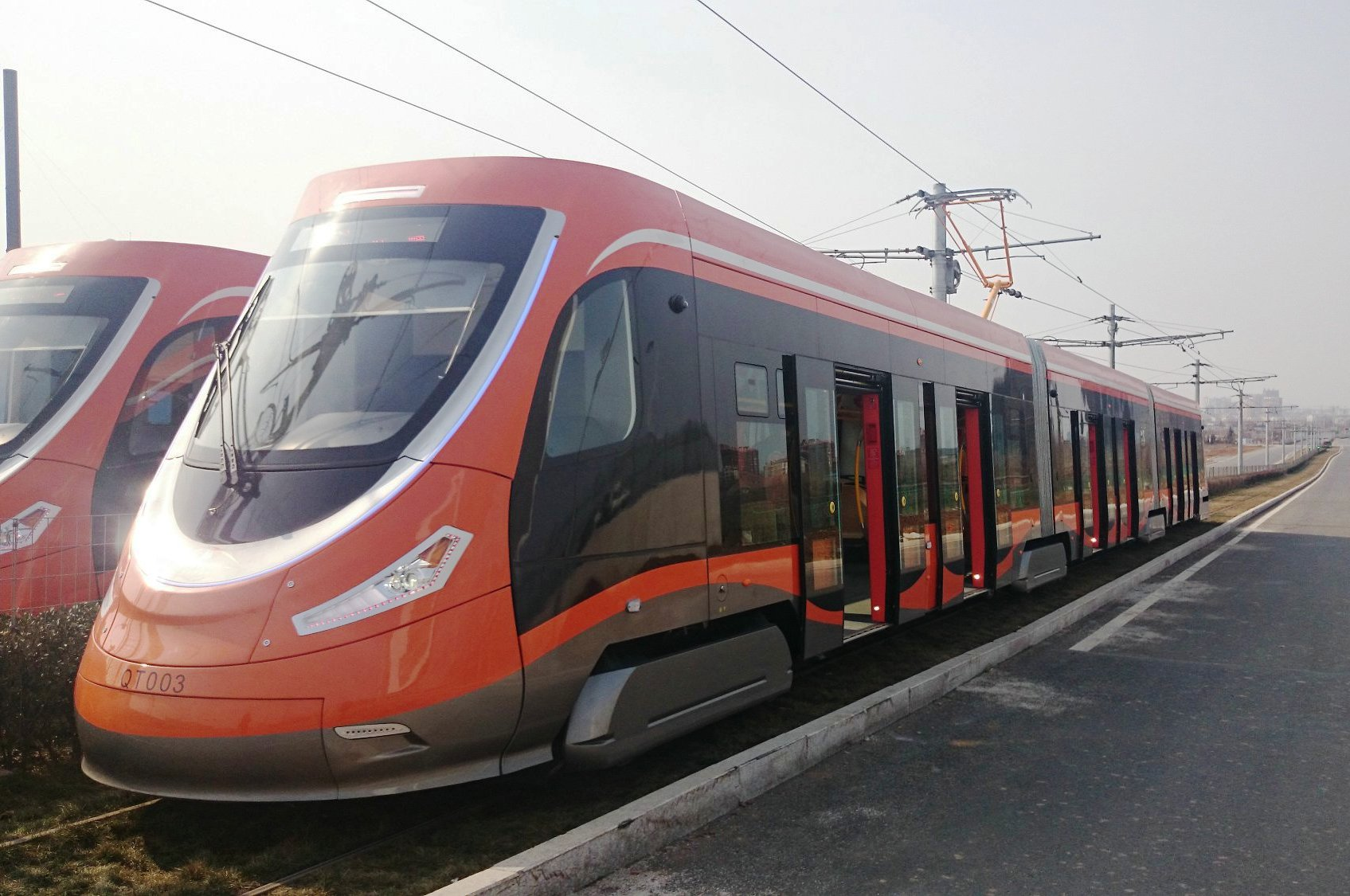
シュコダ27T（青島有軌電車）

2012年6月、中国の鉄道車両メーカーである中国中車青島四方機車車輛はシュコダ・トランスポーテーションとの間でシュコダ15Tの10年間のライセンス契約を結び、2014年にチェコから輸入された部品を用いシュコダ15Tの同型車両を1両生産した。この車両を元に、青島四方機車車輛は翌2015年に中国での使用条件に合致した改良型車両である27Tの生産を実施し、青島市に開通した青島有軌電車に導入している。